# Nicky Whelan

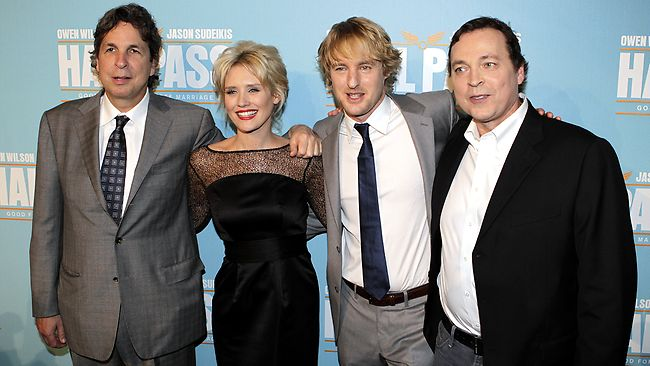
Peter Farrelly, Nicky Whelan, Owen Wilson i Bobby Farrelly (2011)

Nicky Whelan (ur. 10 maja 1981 w Melbourne) – australijska aktorka, wystąpiła m.in. w filmach Bez smyczy, Rycerz pucharów i  Tragedy Girls.

## Wybrana filmografia[a]

### Filmy
| Rok  | Tytuł                          | Rola                        | Uwagi |
| ---- | ------------------------------ | --------------------------- | ----- |
| 2007 | Little Deaths                  | Thorette                    |       |
| 2009 | The Outside                    | Spring Easten               |       |
| 2009 | Halloween II                   | Wendy Snow                  |       |
| 2009 | Dave Knoll Finds His Soul      | Girl #2                     |       |
| 2010 | Hollywood and Wine             | Jamie Stephens/Diane Blaine |       |
| 2011 | Bez smyczy                     | Leigh                       |       |
| 2013 | The Power of Few               | Marti                       |       |
| 2013 | Paranormal Movie               | Cindy                       |       |
| 2014 | Czasy ostateczne: Pozostawieni | Hattie Durham               |       |
| 2014 | Flight 7500                    | Liz Lewis                   |       |
| 2014 | Rycerz pucharów                | Nicky                       |       |
| 2015 | Polowanie na drużbów           | Nadia                       |       |
| 2016 | Rebirth                        | Naomi                       |       |
| 2017 | Tragedy Girls                  | pani Kent                   |       |
| 2017 | Manipulacja                    | Katie                       |       |
| 2018 | Pretty Little Stalker          | Lorna                       |       |
| 2018 | The Middle of X                | Emily Prescott              |       |
| 2019 | Trauma Center                  | Madison Taylor              |       |
| 2019 | Secrets at the Lake            | Amy Pruitt                  |       |
| 2020 | The Binge                      | Pun-Isher                   |       |
| 2020 | InstaFame                      | Gwen Reynolds               |       |
| 2020 | Love by Drowning               | Lee Anne                    |       |
| 2021 | Last Night in Rozzie           | Pattie Barry                |       |
| 2022 | Maneater                       | Jessie                      |       |
| 2022 | Dangerous Methods              | Sharon Warman               |       |
| 2023 | The Best Man                   | Brook                       |       |
| 2023 | Black Mass                     | Liz (głos)                  |       |
| 2023 | The Flood                      | szeryf Jo Newman            |       |
| 2023 | The Nana Project               | Jennifer                    |       |

### Seriale
| Rok       | Tytuł                 | Rola                   | Uwagi                    |
| --------- | --------------------- | ---------------------- | ------------------------ |
| 2006–2007 | Sąsiedzi (Neighbours) | Heidi „Pepper” Steiger | w gł. obsadzie, 129 odc. |
| 2009–2010 | Hoży doktorzy         | Maya                   | 9 odc.                   |
| 2013      | Wybraniec (Chosen)    | Laura Mitchell         | 12 odc.                  |
| 2013      | Franklin & Bash       | Charlie                | 6 odc.                   |
| 2014      | Matador               | Annie Mason            | w gł. obsadzie; 13 odc.  |
| 2015      | Niewierni             | Emma Waverly           | 5 odc.                   |
| 2016      | House of Lies         | Claire                 | 2 odc.                   |
| 2016      | Od zmierzchu do świtu | dr Dakota Block        | 3 odc.                   |